# Frederick Gomez
Frederick Gomez (ur. 25 października 1984) – arubański piłkarz występujący na pozycji obrońcy, obecnie zawodnik SV Racing Club Aruba.

## Kariera klubowa
Gomez rozpoczynał karierę piłkarską w wieku 21 lat w zespole SV Racing Club Aruba. Już w swoim debiutanckim sezonie – 2005/2006 – wywalczył tytuł króla strzelców ligi, natomiast w rozgrywkach 2006/2007 został wicemistrzem kraju. Rok później osiągnął już tytuł mistrzowski i osiągnięcie to powtórzył podczas sezonu 2010/2011. W 2012 roku triumfował w pucharze Aruby – Torneo Copa Betico Croes.

## Kariera reprezentacyjna
W seniorskiej reprezentacji Aruby Gomez zadebiutował w 2002 roku. Wystąpił w dwóch meczach wchodzących w skład eliminacji do Mistrzostw Świata 2006, na które jego drużyna ostatecznie się nie zakwalifikowała. Brał także udział w kwalifikacjach do Mistrzostw Świata 2014, gdzie strzelił pierwszego gola w kadrze narodowej – wpisał się na listę strzelców w wygranej 4:2 konfrontacji z Saint Lucia. Strzelił także bramkę w rewanżowym spotkaniu z tym samym rywalem, przegranym 2:4, a Arubańczycy odpadli po rzutach karnych, tracąc szansę dostania się na mundial.